# Thr33 ringz
Thr33 ringz is het derde album van r&b-zanger en rapper T-Pain. Het album is op 11 november 2008 uitgebracht.

## Nummers
- Alle tracks werden geproduceerd door T-Pain namens Nappy Boy Entertainment.

| Nr. | Titel                                                           | Schrijver(s)                                                                          | Duur |
| --- | --------------------------------------------------------------- | ------------------------------------------------------------------------------------- | ---- |
| 1.  | Welcome to Thr33 Ringz (Intro)                                  | Faheem Najm, Frank Romano, Eddie Griffin                                              | 2:27 |
| 2.  | Ringleader Man                                                  | Najm, Johnny Smith                                                                    | 2:54 |
| 3.  | Chopped 'n' Skrewed (met Ludacris)                              | Najm, Christopher Bridges                                                             | 4:21 |
| 4.  | Take a Ride (Skit)                                              | Najm                                                                                  | 1:45 |
| 5.  | Freeze (met Chris Brown)                                        | Najm, Chris Brown                                                                     | 3:36 |
| 6.  | Blowing Up (met Ciara)                                          | Najm, Ciara Harris                                                                    | 3:24 |
| 7.  | Can't Believe It (met Lil Wayne)                                | Najm, Dwayne Carter Jr.                                                               | 4:33 |
| 8.  | It Ain't Me (met Akon & T.I.)                                   | Najm, Aliaune Thiam, Clifford Harris Jr., Romano                                      | 3:45 |
| 9.  | Feed the Lions (Skit)                                           | Najm                                                                                  | 1:28 |
| 10. | Therapy (met Kanye West)                                        | Najm, Kanye West, Romano                                                              | 3:34 |
| 11. | Long Lap Dance                                                  | Najm, Romano, Rocco Valdes                                                            | 4:36 |
| 12. | Reality Show (met Musiq Soulchild, Raheem DeVaughn & Jay Lyriq) | Najm, James Cohen, Taalib Johnson, Romano, Raheem DeVaughn                            | 5:27 |
| 13. | Keep Going                                                      | Najm, Romano                                                                          | 2:14 |
| 14. | Superstar Lady (met Young Cash)                                 | Najm, Joseph Williams                                                                 | 3:17 |
| 15. | Change (met Akon, Diddy & Mary J Blige)                         | Najm, Thiam, Blige, Rocco Valdes, Gordon Scott Kennedy, Wayne Kirkpatrick, Tommy Sims | 5:10 |
| 16. | Digital (met Tay Dizm)                                          | Najm, Artavious Smith                                                                 | 3:14 |
| 17. | Karaoke (met DJ Khaled)                                         | Najm                                                                                  | 4:48 |

| Nr. | Titel     | Schrijver(s)  | Duur |
| --- | --------- | ------------- | ---- |
| 18. | Distorted | Najm          | 2:24 |
| 19. | Sweet     | Najm, Balfour | 3:58 |
| 20. | Bad Side  | Najm, Romano  | 2:35 |
| 21. | Phantom   | Najm, Balfour | 3:36 |

| Nr. | Titel                                       | Schrijver(s)                     | Duur |
| --- | ------------------------------------------- | -------------------------------- | ---- |
| 18. | Naked on the Dance Floor                    | Najm                             | 3:17 |
| 19. | Can't Believe It (FP Remix) (met Lil Wayne) | Najm, Dwayne Carter Jr., Balfour | 5:57 |

| Nr. | Titel                                           | Schrijver(s)  | Duur |
| --- | ----------------------------------------------- | ------------- | ---- |
| 18. | Can't Believe It (Rishi Ram Remix (met Mauran)) | Najm, Balfour | 4:35 |